# SPRED3
SPRED3‏ (Sprouty related EVH1 domain containing 3) هوَ بروتين يُشَفر بواسطة جين SPRED3 في الإنسان.